# Film in 2025
Dit artikel gaat over films uitgebracht in het jaar 2025, filmfestivals en filmprijzen.

## Succesvolste films
De tien films uit 2025 die tot nu toe het meest opbrachten. 
| Rang | Titel                                     | Distributeur             | Opbrengst wereldwijd |
| ---- | ----------------------------------------- | ------------------------ | -------------------- |
| 1    | Ne Zha 2                                  | Beijing Enlight Pictures | $ 2.212.930.000      |
| 2    | Lilo & Stitch                             | Walt Disney Pictures     | $ 1.028.420.106      |
| 3    | A Minecraft Movie                         | Warner Bros. Pictures    | $ 955.149.195        |
| 4    | Jurassic World Rebirth                    | Universal Pictures       | $ 828.593.920        |
| 5    | How to Train Your Dragon                  | Universal Pictures       | $ 624.040.005        |
| 6    | Mission: Impossible – The Final Reckoning | Paramount Pictures       | $ 596.513.515        |
| 7    | Superman                                  | Warner Bros. Pictures    | $ 594.518.636        |
| 8    | F1                                        | Warner Bros. Pictures    | $ 590.007.225        |
| 9    | Detective Chinatown 1900                  | Wanda Pictures           | $ 508.922.947        |
| 10   | The Fantastic Four: First Steps           | Walt Disney Pictures     | $ 468.737.549        |

## Filmprijzen
| Datum       | Filmprijs                      | Editie     |
| ----------- | ------------------------------ | ---------- |
| 5 januari   | Golden Globes                  | 82e editie |
| 13 januari  | Guldbagge                      | 60e editie |
| 20 januari  | Prix Lumières                  | 30e editie |
| 26 januari  | Satellite Awards               | 29e editie |
| 1 februari  | Robert                         | 42e editie |
| 2 februari  | Saturn Awards                  | 52e editie |
| 7 februari  | Critics' Choice Awards         | 30e editie |
| 7 februari  | Ensor                          | 15e editie |
| 8 februari  | Goya                           | 39e editie |
| 16 februari | British Academy Film Awards    | 78e editie |
| 22 februari | Film Independent Spirit Awards | 40e editie |
| 22 februari | Magritte du cinéma             | 14e editie |
| 23 februari | Screen Actors Guild Awards     | 31e editie |
| 28 februari | César                          | 50e editie |
| 14 maart    | Japan Academy Prize            | 48e editie |
| 1 maart     | Golden Raspberry Awards        | 45e editie |
| 2 maart     | Academy Awards                 | 97e editie |
| 15 maart    | Bodil                          | 78e editie |
| 26 maart    | Canadian Screen Awards         | 13e editie |
| april       | Critics' Choice Super Awards   | 5e editie  |
| mei         | Premi David di Donatello       | 70e editie |
| 9 mei       | Deutscher Filmpreis            | 75e editie |
| december    | Europese filmprijzen           | 38e editie |

## Filmfestivals[3]
| Datum                     | Festival                                            | Editie     | Belangrijkste prijs |
| ------------------------- | --------------------------------------------------- | ---------- | ------------------- |
| 23 januari - 2 februari   | Sundance Film Festival                              | 41e editie | Grand Jury Prize    |
| 24 januari - 2 februari   | Internationaal filmfestival van Göteborg            | 48e editie | Dragon Award        |
| 30 januari - 9 februari   | International Film Festival Rotterdam               | 54e editie | Tiger Award         |
| 31 januari - 8 februari   | Filmfestival Oostende                               | 18e editie | Ensor               |
| 13 - 23 februari          | Internationaal filmfestival van Berlijn             | 75e editie | Gouden Beer         |
| 13 - 24 mei               | Filmfestival van Cannes                             | 78e editie | Gouden Palm         |
| juni                      | Internationaal filmfestival van Shanghai            | 28e editie | Gouden Jue          |
| 4 - 12 juli               | Internationaal filmfestival van Karlsbad            | 59e editie | Kristallen Bol      |
| 6 - 16 augustus           | Internationaal filmfestival van Locarno             | 78e editie | Gouden Luipaard     |
| augustus                  | Filmfestival van Sarajevo                           | 31e editie | Hart van Sarajevo   |
| 27 augustus - 6 september | Filmfestival van Venetië                            | 82e editie | Gouden Leeuw        |
| 28 augustus - 1 september | Filmfestival van Telluride                          | 52e editie |                     |
| 4 - 14 september          | Internationaal filmfestival van Toronto             | 50e editie |                     |
| 12 - 21 september         | Film by the Sea                                     | 27e editie |                     |
| september                 | Internationaal filmfestival van San Sebastián       | 73e editie | Gouden Schelp       |
| september                 | Nederlands Film Festival                            | 45e editie | Gouden Kalf         |
| september - oktober       | Festival international du film francophone de Namur | 40e editie | Bayard d'or         |
| 8 - 19 oktober            | Film Fest Gent                                      | 52e editie | Grand Prix          |
| oktober - november        | Internationaal filmfestival van Tokio               | 38e editie | Tokyo Grand Prix    |
| november                  | Internationaal filmfestival van Tallinn             | 29e editie | Gouden Wolf         |
| november                  | Internationaal filmfestival van India               | 56e editie | Gouden Pauw         |
| november - december       | Internationaal filmfestival van Mar del Plata       | 40e editie | Gouden Ástor        |

## Lijst van films
Films die in 2025 zijn uitgebracht en een lemma in de Nederlandstalige Wikipedia hebben:
| Verschijningsdatum | Titel                                                            | Land                                                                          | Locatie                                                    |
| ------------------ | ---------------------------------------------------------------- | ----------------------------------------------------------------------------- | ---------------------------------------------------------- |
| 8 januari 2025     | Den of Thieves 2: Pantera                                        | Verenigde Staten                                                              |                                                            |
| 13 januari 2025    | Peter Pan's Neverland Nightmare                                  | Verenigd Koninkrijk                                                           |                                                            |
| 15 januari 2025    | Dog Man                                                          | Verenigde Staten                                                              | Festival international du film de comédie de l'Alpe d'Huez |
| 15 januari 2025    | Wolf Man                                                         | Verenigde Staten                                                              |                                                            |
| 17 januari 2025    | Back in Action                                                   | Verenigde Staten                                                              | Netflix                                                    |
| 17 januari 2025    | One of Them Days                                                 | Verenigde Staten                                                              |                                                            |
| 23 januari 2025    | Jimpa                                                            | Australië / Finland / Nederland                                               | Sundance Film Festival                                     |
| 23 januari 2025    | Omaha                                                            | Verenigde Staten                                                              | Sundance Film Festival                                     |
| 23 januari 2025    | Den stygge stesøsteren (The Ugly Stepsister)                     | Noorwegen / Denemarken / Zweden / Polen                                       | Sundance Film Festival                                     |
| 23 januari 2025    | Twinless                                                         | Verenigde Staten                                                              | Sundance Film Festival                                     |
| 24 januari 2025    | Flight Risk                                                      | Verenigde Staten                                                              |                                                            |
| 24 januari 2025    | If I Had Legs I'd Kick You                                       | Verenigde Staten                                                              | Sundance Film Festival                                     |
| 24 januari 2025    | Rabbit Trap                                                      | Verenigd Koninkrijk                                                           | Sundance Film Festival                                     |
| 25 januari 2025    | Atropia                                                          | Verenigde Staten                                                              | Sundance Film Festival                                     |
| 25 januari 2025    | Companion                                                        | Verenigde Staten                                                              | Fantasy Filmfest                                           |
| 25 januari 2025    | The Thing with Feathers                                          | Verenigd Koninkrijk                                                           | Sundance Film Festival                                     |
| 26 januari 2025    | The Legend of Ochi                                               | Verenigde Staten                                                              | Sundance Film Festival                                     |
| 26 januari 2025    | Magic Farm                                                       | Argentinië / Verenigde Staten                                                 | Sundance Film Festival                                     |
| 27 januari 2025    | Opus                                                             | Verenigde Staten                                                              | Sundance Film Festival                                     |
| 27 januari 2025    | Peter Hujar's Day                                                | Verenigde Staten                                                              | Sundance Film Festival                                     |
| 27 januari 2025    | Sorry, Baby                                                      | Verenigde Staten                                                              | Sundance Film Festival                                     |
| 29 januari 2025    | Detective Chinatown 1900                                         | China                                                                         |                                                            |
| 29 januari 2025    | Ne Zha 2                                                         | China                                                                         |                                                            |
| 30 januari 2025    | Fabula                                                           | Nederland / België / Duitsland                                                | International Film Festival Rotterdam                      |
| 31 januari 2025    | Comeback                                                         | België                                                                        | Filmfestival Oostende                                      |
| 31 januari 2025    | Vitrival                                                         | België                                                                        | International Film Festival Rotterdam                      |
| 1 februari 2025    | Soft Leaves                                                      | België                                                                        | International Film Festival Rotterdam                      |
| 2 februari 2025    | Ik zal zien                                                      | Nederland                                                                     | International Film Festival Rotterdam                      |
| 2 februari 2025    | Juffrouw Pots                                                    | Nederland                                                                     |                                                            |
| 3 februari 2025    | Pinksterprins                                                    | Nederland                                                                     |                                                            |
| 7 februari 2025    | Heart Eyes                                                       | Verenigde Staten                                                              |                                                            |
| 8 februari 2025    | 2050                                                             | België                                                                        | Filmfestival Oostende                                      |
| 8 februari 2025    | Perang Kota                                                      | Indonesië                                                                     | International Film Festival Rotterdam                      |
| 11 februari 2025   | Captain America: Brave New World                                 | Verenigde Staten                                                              |                                                            |
| 11 februari 2025   | Bridget Jones: Mad About the Boy                                 | Verenigde Staten / Frankrijk / Verenigd Koninkrijk                            |                                                            |
| 13 februari 2025   | Straatcoaches vs Aliens                                          | Nederland                                                                     |                                                            |
| 13 februari 2025   | Das Licht                                                        | Duitsland / Frankrijk                                                         | Filmfestival van Berlijn                                   |
| 13 februari 2025   | My Fault: London                                                 | Verenigd Koninkrijk                                                           | Prime Video                                                |
| 14 februari 2025   | Hot Milk (film)                                                  | Verenigd Koninkrijk / Griekenland                                             | Filmfestival van Berlijn                                   |
| 14 februari 2025   | Sheng xi zhi di (Living the Land)                                | China                                                                         | Filmfestival van Berlijn                                   |
| 15 februari 2025   | Ari                                                              | Frankrijk                                                                     | Filmfestival van Berlijn                                   |
| 15 februari 2025   | Dreams                                                           | Mexico / Verenigde Staten                                                     | Filmfestival van Berlijn                                   |
| 15 februari 2025   | Mickey 17                                                        | Verenigde Staten / Zuid-Korea / Verenigd Koninkrijk                           | Filmfestival van Berlijn                                   |
| 16 februari 2025   | Reflet dans un diamant mort                                      | België / Luxemburg / Italië / Frankrijk                                       | Filmfestival van Berlijn                                   |
| 16 februari 2025   | La Tour de glace                                                 | Frankrijk / Duitsland                                                         | Filmfestival van Berlijn                                   |
| 16 februari 2025   | O último azul                                                    | Brazilië / Chili / Mexico / Nederland                                         | Filmfestival van Berlijn                                   |
| 17 februari 2025   | Patsers                                                          | België                                                                        | Antwerpen                                                  |
| 17 februari 2025   | Was Marielle weiß                                                | Duitsland                                                                     | Filmfestival van Berlijn                                   |
| 17 februari 2025   | Xiang fei de nv hai (Girls on Wire)                              | China                                                                         | Filmfestival van Berlijn                                   |
| 18 februari 2025   | Blue Moon                                                        | Verenigde Staten / Ierland                                                    | Filmfestival van Berlijn                                   |
| 18 februari 2025   | El mensaje (The Message)                                         | Argentinië / Spanje / Uruguay                                                 | Filmfestival van Berlijn                                   |
| 18 februari 2025   | Mother's Baby                                                    | Oostenrijk / Zwitserland / Duitsland                                          | Filmfestival van Berlijn                                   |
| 19 februari 2025   | Kontinental '25                                                  | Roemenië                                                                      | Filmfestival van Berlijn                                   |
| 19 februari 2025   | Yunan                                                            | Duitsland / Canada / Italië / Palestina / Qatar / Jordanië / Saoedi-Arabië    | Filmfestival van Berlijn                                   |
| 20 februari 2025   | Love Fail Repeat                                                 | Nederland                                                                     |                                                            |
| 20 februari 2025   | La Cache                                                         | Zwitserland / Luxemburg / Frankrijk                                           | Filmfestival van Berlijn                                   |
| 20 februari 2025   | Geu jayeoni nege mworago hani (What Does that Nature Say to You) | Zuid-Korea                                                                    | Filmfestival van Berlijn                                   |
| 20 februari 2025   | Strichka chasu (Timestamp)                                       | Oekraïne / Frankrijk / Luxemburg / Nederland                                  | Filmfestival van Berlijn                                   |
| 21 februari 2025   | The Monkey                                                       | Verenigde Staten                                                              |                                                            |
| 21 februari 2025   | The Unbreakable Boy                                              | Verenigde Staten                                                              |                                                            |
| 27 februari 2025   | Last Breath                                                      | Verenigde Staten                                                              |                                                            |
| 8 maart 2025       | Death of a Unicorn                                               | Verenigde Staten                                                              | South by Southwest                                         |
| 8 maart 2025       | The Accountant 2                                                 | Verenigde Staten                                                              | South by Southwest                                         |
| 9 maart 2025       | Drop                                                             | Verenigde Staten                                                              | South by Southwest                                         |
| 10 maart 2025      | Clown in a Cornfield                                             | Verenigde Staten                                                              | South by Southwest                                         |
| 12 maart 2025      | Black Bag                                                        | Verenigde Staten                                                              | Frankrijk                                                  |
| 12 maart 2025      | Snow White                                                       | Verenigde Staten                                                              | Segovia                                                    |
| 14 maart 2025      | Novocaine                                                        | Verenigde Staten                                                              |                                                            |
| 16 maart 2025      | Warfare                                                          | Verenigd Koninkrijk / Verenigde Staten                                        | Music Box Theatre                                          |
| 21 maart 2025      | The Alto Knights                                                 | Verenigde Staten                                                              |                                                            |
| 21 maart 2025      | Locked                                                           | Verenigde Staten                                                              |                                                            |
| 28 maart 2025      | A Working Man                                                    | Verenigde Staten                                                              |                                                            |
| 30 maart 2025      | A Minecraft Movie                                                | Verenigde Staten                                                              | Londen                                                     |
| 2 april 2025       | How to Train Your Dragon                                         | Verenigde Staten                                                              | Las Vegas                                                  |
| 3 april 2025       | Dubbel zes                                                       | Nederland                                                                     |                                                            |
| 9 april 2025       | Red Flags                                                        | Nederland                                                                     |                                                            |
| 11 april 2025      | The Amateur                                                      | Verenigde Staten                                                              |                                                            |
| 11 april 2025      | The King of Kings                                                | Verenigde Staten                                                              |                                                            |
| 16 april 2025      | Sinners                                                          | Verenigde Staten                                                              |                                                            |
| 18 april 2025      | iHostage                                                         | Nederland                                                                     | Netflix                                                    |
| 22 april 2025      | Thunderbolts*                                                    | Verenigde Staten                                                              | Londen                                                     |
| 25 april 2025      | Until Dawn                                                       | Verenigde Staten                                                              |                                                            |
| 30 april 2025      | Exterritorial                                                    | Duitsland                                                                     | Netflix                                                    |
| 6 mei 2025         | Mission: Impossible – The Final Reckoning                        | Verenigde Staten                                                              | Tokio                                                      |
| 8 mei 2025         | Dochters                                                         | Nederland                                                                     |                                                            |
| 8 mei 2025         | Karate Kid: Legends                                              | Verenigde Staten                                                              |                                                            |
| 13 mei 2025        | Partir un jour                                                   | Frankrijk                                                                     | Filmfestival van Cannes                                    |
| 14 mei 2025        | Dva prokurora                                                    | Frankrijk / Duitsland / Roemenië / Letland / Nederland / Litouwen             | Filmfestival van Cannes                                    |
| 14 mei 2025        | In die Sonne schauen                                             | Duitsland                                                                     | Filmfestival van Cannes                                    |
| 14 mei 2025        | L'Intérêt d'Adam                                                 | België / Frankrijk                                                            | Filmfestival van Cannes                                    |
| 14 mei 2025        | Rietland                                                         | Nederland                                                                     | Filmfestival van Cannes                                    |
| 15 mei 2025        | Dossier 137                                                      | Frankrijk                                                                     | Filmfestival van Cannes                                    |
| 15 mei 2025        | La misteriosa mirada del flamenco                                | Chili / Frankrijk / België / Spanje / Duitsland                               | Filmfestival van Cannes                                    |
| 15 mei 2025        | Sirat                                                            | Spanje / Frankrijk                                                            | Filmfestival van Cannes                                    |
| 16 mei 2025        | The Chronology of Water                                          | Frankrijk / Verenigde Staten / Verenigd Koninkrijk / Letland                  | Filmfestival van Cannes                                    |
| 16 mei 2025        | Eddington                                                        | Verenigde Staten                                                              | Filmfestival van Cannes                                    |
| 16 mei 2025        | Final Destination: Bloodlines                                    | Verenigde Staten                                                              |                                                            |
| 16 mei 2025        | Hurry Up Tomorrow                                                | Verenigde Staten                                                              |                                                            |
| 16 mei 2025        | La Petite Dernière                                               | Frankrijk / Duitsland                                                         | Filmfestival van Cannes                                    |
| 16 mei 2025        | The President's Cake                                             | Irak / Qatar / Verenigde Staten                                               | Filmfestival van Cannes                                    |
| 17 mei 2025        | Die, My Love                                                     | Verenigde Staten                                                              | Filmfestival van Cannes                                    |
| 17 mei 2025        | Lilo & Stitch                                                    | Verenigde Staten                                                              | Los Angeles                                                |
| 17 mei 2025        | Nouvelle Vague                                                   | Frankrijk                                                                     | Filmfestival van Cannes                                    |
| 17 mei 2025        | Pee chai dai ka                                                  | Thailand / Frankrijk / Singapore / Duitsland                                  | Filmfestival van Cannes                                    |
| 17 mei 2025        | Renoir                                                           | Japan / Frankrijk / Singapore / Filipijnen / Indonesië                        | Filmfestival van Cannes                                    |
| 18 mei 2025        | Ástin sem eftir er                                               | IJsland / Denemarken                                                          | Filmfestival van Cannes                                    |
| 18 mei 2025        | O Agente Secreto                                                 | Brazilië / Frankrijk                                                          | Filmfestival van Cannes                                    |
| 18 mei 2025        | The Phoenician Scheme                                            | Verenigde Staten / Duitsland                                                  | Filmfestival van Cannes                                    |
| 19 mei 2025        | Alpha                                                            | Frankrijk / België                                                            | Filmfestival van Cannes                                    |
| 19 mei 2025        | Eagles of the Republic                                           | Zweden / Frankrijk / Denemarken / Finland                                     | Filmfestival van Cannes                                    |
| 19 mei 2025        | Highest 2 Lowest                                                 | Verenigde Staten                                                              | Filmfestival van Cannes                                    |
| 20 mei 2025        | Eleanor the Great                                                | Verenigde Staten                                                              | Filmfestival van Cannes                                    |
| 20 mei 2025        | Fuori                                                            | Italië / Frankrijk                                                            | Filmfestival van Cannes                                    |
| 20 mei 2025        | Un simple accident                                               | Iran / Frankrijk / Luxemburg                                                  | Filmfestival van Cannes                                    |
| 20 mei 2025        | Vie privée                                                       | Frankrijk                                                                     | Filmfestival van Cannes                                    |
| 21 mei 2025        | Affeksjonsverdi                                                  | Noorwegen / Frankrijk / Duitsland / Denemarken / Zweden / Verenigd Koninkrijk | Filmfestival van Cannes                                    |
| 21 mei 2025        | The History of Sound                                             | Verenigde Staten / Verenigd Koninkrijk                                        | Filmfestival van Cannes                                    |
| 21 mei 2025        | Romería                                                          | Spanje / Duitsland                                                            | Filmfestival van Cannes                                    |
| 22 mei 2025        | Kuang ye shi dai                                                 | China / Frankrijk                                                             | Filmfestival van Cannes                                    |
| 22 mei 2025        | Zan va bache                                                     | Iran                                                                          | Filmfestival van Cannes                                    |
| 23 mei 2025        | Honey Don't!                                                     | Verenigde Staten                                                              | Filmfestival van Cannes                                    |
| 23 mei 2025        | Jeunes mères                                                     | België                                                                        | Filmfestival van Cannes                                    |
| 23 mei 2025        | The Mastermind                                                   | Verenigde Staten                                                              | Filmfestival van Cannes                                    |
| 23 mei 2025        | Fear Street: Prom Queen                                          | Verenigde Staten                                                              | Netflix                                                    |
| 28 mei 2025        | Bring Her Back                                                   | Australië                                                                     |                                                            |
| 4 juni 2025        | From the World of John Wick: Ballerina                           | Verenigde Staten                                                              |                                                            |
| 5 juni 2025        | Lekker met de meiden                                             | Nederland                                                                     |                                                            |
| 9 juni 2025        | Animal Farm                                                      | Canada / Verenigd Koninkrijk / Verenigde Staten                               | Festival international du film d'animation d'Annecy        |
| 10 juni 2025       | Elio                                                             | Verenigde Staten                                                              | Hollywood                                                  |
| 10 juni 2025       | Full Moon                                                        | Nederland                                                                     |                                                            |
| 12 juni 2025       | Chickenhare and the Secret of the Groundhog                      | Frankrijk / België                                                            | Festival international du film d'animation d'Annecy        |
| 12 juni 2025       | Materialists                                                     | Verenigde Staten                                                              |                                                            |
| 16 juni 2025       | F1                                                               | Verenigde Staten                                                              | New York                                                   |
| 17 juni 2025       | Jurassic World Rebirth                                           | Verenigde Staten                                                              | Londen                                                     |
| 18 juni 2025       | 28 Years Later                                                   | Verenigd Koninkrijk / Verenigde Staten                                        |                                                            |
| 20 juni 2025       | Bride Hard                                                       | Verenigde Staten                                                              |                                                            |
| 24 juni 2025       | M3GAN 2.0                                                        | Verenigde Staten                                                              | New York                                                   |
| 28 juni 2025       | Smurfs                                                           | Verenigde Staten / België                                                     | Brussel                                                    |
| 29 juni 2025       | De film van Rutger, Thomas & Paco                                | Nederland                                                                     | Amsterdam                                                  |
| 2 juli 2025        | Brick                                                            | Duitsland                                                                     | Filmfestival van München                                   |
| 2 juli 2025        | Heads of State                                                   | Verenigde Staten                                                              | Prime Video                                                |
| 7 juli 2025        | Superman                                                         | Verenigde Staten                                                              | Hollywood                                                  |
| 11 juli 2025       | Bad Boa's                                                        | Nederland                                                                     | Netflix                                                    |
| 14 juli 2025       | I Know What You Did Last Summer                                  | Verenigde Staten                                                              | Los Angeles                                                |
| 21 juli 2025       | The Fantastic Four: First Steps                                  | Verenigde Staten                                                              | Los Angeles                                                |
| 22 juli 2025       | Freakier Friday                                                  | Verenigde Staten                                                              | Los Angeles                                                |
| 25 juli 2025       | The Bad Guys 2                                                   | Verenigde Staten                                                              |                                                            |
| 25 juli 2025       | Bambi: The Reckoning                                             | Verenigd Koninkrijk                                                           |                                                            |
| 28 juli 2025       | The Naked Gun                                                    | Verenigde Staten                                                              | New York                                                   |
| 30 juli 2025       | Dracula: A Love Tale                                             | Frankrijk / Verenigd Koninkrijk                                               |                                                            |
| 31 juli 2025       | Weapons                                                          | Verenigde Staten                                                              | Los Angeles                                                |
| 14 augustus 2025   | Nobody 2                                                         | Verenigde Staten                                                              |                                                            |

1870-1879 · 1880-1889 · 1890 · 1891 · 1892 · 1893 · 1894 · 1895 · 1896 · 1897 · 1898 · 1899 · 1900 · 1901 · 1902 · 1903 · 1904 · 1905 · 1906 · 1907 · 1908 · 1909 · 1910 · 1911 · 1912 · 1913 · 1914 · 1915 · 1916 · 1917 · 1918 · 1919 · 1920 · 1921 · 1922 · 1923 · 1924 · 1925 · 1926 · 1927 · 1928 · 1929 · 1930 · 1931 · 1932 · 1933 · 1934 · 1935 · 1936 · 1937 · 1938 · 1939 · 1940 · 1941 · 1942 · 1943 · 1944 · 1945 · 1946 · 1947 · 1948 · 1949 · 1950 · 1951 · 1952 · 1953 · 1954 · 1955 · 1956 · 1957 · 1958 · 1959 · 1960 · 1961 · 1962 · 1963 · 1964 · 1965 · 1966 · 1967 · 1968 · 1969 · 1970 · 1971 · 1972 · 1973 · 1974 · 1975 · 1976 · 1977 · 1978 · 1979 · 1980 · 1981 · 1982 · 1983 · 1984 · 1985 · 1986 · 1987 · 1988 · 1989 · 1990 · 1991 · 1992 · 1993 · 1994 · 1995 · 1996 · 1997 · 1998 · 1999 · 2000 · 2001 · 2002 · 2003 · 2004 · 2005 · 2006 · 2007 · 2008 · 2009 · 2010 · 2011 · 2012 · 2013 · 2014 · 2015 · 2016 · 2017 · 2018 · 2019 · 2020 · 2021 · 2022 · 2023 · 2024 · 2025